# Je te dis vous
Je te dis vous è un album in studio della cantante francese Patricia Kaas, pubblicato nel 1993.

## Tracce
1. Y'avait tant d'étoiles
2. Hôtel Normandy
3. Je retiens mon souffle
4. Ceux qui n'ont rien
5. Il me dit que je suis belle
6. Space in My Heart
7. La Liberté
8. Fatiguée d'attendre
9. Jojo
10. Je te dis vous
11. Reste sur moi
12. Ganz und gar
13. Out of the Rain
14. It's a Man's World
15. Entrer dans la lumière